# Pietro Robotti
Pietro Robotti (Fubine, 1900 – New York City, 18 febbraio 1988) è stato un imprenditore e filantropo italiano naturalizzato statunitense.
Ristoratore e gastronomo di fama internazionale, è stato autore - con la moglie Frances Diane Schornstein (Los Angeles, 1910 - New York City, 2003), cittadina onoraria di Fubine - di diverse pubblicazioni riguardanti la cucina internazionale, fra cui Much Defends on Dinner (1961), French Cooking in the New World (1967); Key to Gracious Living (Wine & Spirits) (1972).

## Biografia
Figlio di piccoli proprietari terrieri, emigrò poco più che ventenne negli Stati Uniti. Affermatosi nel campo della ristorazione, divenne proprietario dello Chateau Richelieu, uno dei locali più lussuosi della metropoli, frequentato da una clientela di prim'ordine (politici, finanzieri, artisti, personalità del mondo dello spettacolo), gestito fino al 1984.
In quell'anno decise di ritirarsi dagli affari per dedicarsi interamente ad opere di beneficenza, incrementando un'attività filantropica mai interrotta, soprattutto a vantaggio del paese natale (a lui si deve, tra l'altro, il restauro della Chiesa di Santa Maria Assunta, e la costruzione della locale scuola, inaugurata nel 1962).

## Onorificenze e riconoscimenti
- 15 luglio 1958: Medaglia d'oro della Presidenza della Repubblica per le notevoli elargizioni a vantaggio della Scuola elementare e dell'Educazione infantile
- Ottobre 1984 Cittadinanza onoraria del Comune di Fubine.

Numerosi i riconoscimenti ottenuti da Pietro Robotti negli Stati Uniti, sua patria adottiva. Tra i più prestigiosi figurano le insegne dell'Accademia Culinaria di Francia e la Commanderie des Cordons Bleu (onorificenza riconosciuta anche alla moglie Frances Diane Schornstein, prima donna statunitense a riceverla
).
A Robotti e alla moglie - anch'essa proclamata nel 1987 cittadina onoraria del comune dell'alessandrino - è intitolata una piazza di Fubine ricavata da un'area di proprietà dell'imprenditore e da questi donata alla municipalità. Robotti donò al Comune anche un altro immobile sito nel centro del paese provvedendo a sue spese ad abbatterlo per ricavarne, come richiesto dall'amministrazione civica, una piazzetta ed uno spalto.
Per disposizione testamentaria, Robotti è sepolto nella cappella di famiglia a Fubine accanto alla moglie che, prima della morte, ha adempiuto al volere del marito con l'istituzione di una doppia Fondazione che ne ricordi l'attività filantropica: a New York la Robotti's Memorial Foundation e a Fubine la Fondazione Francesca e Pietro Robotti d'Italia, con lo scopo di devolvere in beneficenza gli utili del patrimonio familiare. Dalla Fondazione italiana è stato costituito il Centro Studi Fubinesi (dal 2007 Centro Studi Monferrini) con lo scopo di tutelare la conservazione del patrimonio storico, artistico e culturale del Monferrato.